# Yazmin Jauregui
Yazmin Yazareth Gutiérrez Jauregui (Rosarito, 28 de fevereiro de 1994) é uma lutadora mexicana de artes marciais mistas que compete na divisão peso palha do Ultimate Fighting Championship (UFC).

## Carreira no MMA

### Combate Global
No dia 26 de abril de 2019, Jauregui enfrentou Daniela Espinosa no Combate 36: Reinas. Ela venceu a luta por nocaute no primeiro round. Mais tarde naquele mesmo ano, ela somaria mais duas vitórias contra McKenna Mitchell no dia 7 de junho no Combate 39 por nocaute técnico e contra Yajaira Romo no dia 20 de setembro no Combate 44 por decisão unânime.
Jauregui seria um dos participantes do torneio Combate Global: Last Latina Standing. Ela enfrentou Stephanie Frausto nas quartas de final no dia 13 de agosto de 2021, vencendo a luta por decisão unânime.
Nas semifinais, Jauregui enfrentou Criszaida Adames, e venceu a luta por nocaute técnico no primeiro round.
Na final, que aconteceu logo após as semifinais, Jauregui enfrentou Claire López. Ele venceu a luta por nocaute técnico no primeiro round.

### Ultimate Fighting Championship
Para sua estreia no UFC, Jauregui estava escalada para enfrentar Istela Nunes no dia 13 de agosto de 2022 no UFC on ESPN 41. Porém, Nunes desistiu devido a lesão e foi substituído por Iasmin Lucindo. Jáuregui venceu a luta por decisão unânime.
Jauregui finalmente enfrentou Istela Nunes em 3 de dezembro de 2022 no UFC on ESPN 42. Venceu a luta por nocaute técnico no segundo round.
Jauregui enfrentou Denise Gomes em 8 de julho de 2023 no UFC 290. Ela perdeu a luta por nocaute em apenas 20 segundos, marcando a primeira derrota da carreira.

## Campeonatos e realizações

### Artes marciais mistas
- Combate Global
  - Combate Global: Last Latina Standing Tournament Championship
- Ultimate Warrior Challenge
  - Campeã Peso Palha do UWC (Uma vez)

## Carte no MMA
| Cartel no MMA   |             |           |
| 12 lutas        | 11 vitórias | 1 derrota |
| Por nocaute     | 7           | 1         |
| Por finalização | 4           | 0         |
| Por decisão     | 0           | 0         |

| Res.    | Cartel | Oponente              | Método                      | Evento                                          | Data       | Round | Tempo | Local            | Notas |
| ------- | ------ | --------------------- | --------------------------- | ----------------------------------------------- | ---------- | ----- | ----- | ---------------- | ----- |
| Vitória | 11-1   | Sam Hughes            | Decisão (unânime)           | UFC Fight Night: Moreno vs. Royval 2            | 24/02/2024 | 3     | 5:00  | Cidade do México |       |
| Derrota | 10-1   | Denise Gomes          | Nocaute Técnico (socos)     | UFC 290                                         | 08/07/2023 | 1     | 0:20  | Las Vegas        |       |
| Vitória | 10-0   | Istela Nunes          | Nocaute Técnico (socos)     | UFC on ESPN: Thompson vs. Holland               | 03/12/2022 | 2     | 4:06  | Orlando          |       |
| Vitória | 9-0    | Iasmin Lucindo        | Decisão (unânime)           | UFC on ESPN: Vera vs. Cruz                      | 13/08/2022 | 3     | 5:00  | San Diego        |       |
| Vitória | 8-0    | Claire Lopez          | Nocaute Técnico (socos)     | Combate Global: Last Latina Standing Tournament | 13/08/2021 | 1     | 4:16  | Miami            |       |
| Vitória | 7-0    | Criszaida Adames      | Nocaute Técnico (socos)     | Combate Global: Last Latina Standing Tournament | 13/08/2021 | 1     | 3:14  | Miami            |       |
| Vitória | 6-0    | Stephanie Frausto     | Decisão (unânime)           | Combate Global: Last Latina Standing Tournament | 13/08/2021 | 1     | 5:00  | Miami            |       |
| Vitória | 5-0    | Annely Jimenez Garcia | TKO (interrupção médica)    | UWC 24                                          | 13/11/2020 | 1     | 5:00  | Tijuana          |       |
| Vitória | 4-0    | Yajaira Romo          | Decisão (unânime)           | Combate 44                                      | 20/09/2019 | 3     | 5:00  | Mexicali         |       |
| Vitória | 3-0    | McKenna Mitchell      | TKO (interrupção médica)    | Combate 39                                      | 07/06/2019 | 2     | 5:00  | Tucson           |       |
| Vitória | 2-0    | Daniela Espinosa      | Nocaute (socos)             | Combate 36                                      | 26/04/2019 | 1     | 0:13  | Los Ángeles      |       |
| Vitória | 1-0    | Benni Fuentes         | Nocaute Técnico (cotovelos) | Fearless Fight Night 4                          | 10/11/2018 | 1     | 2:22  | Cidade do México |       |